# بلال سعد مبارك
بلال سعد مبارك (بالعربية: بلال سعد مُبارك) هو منافس ألعاب قوى قطري، ولد في 18 ديسمبر 1972، وتوفي في 27 أكتوبر 2018.

## وصلات خارجية
- بلال سعد مبارك على موقع الاتحاد الدولي لألعاب القوى (الإنجليزية)
- بلال سعد مبارك على موقع اللجنة الأولمبية الدولية (الإنجليزية)
- بلال سعد مبارك على موقع أوليمبيديا (الإنجليزية)